# Ланозеро
Ланозеро — пресноводное озеро на территории Амбарнского сельского поселения Лоухского района Республики Карелии.

## Общие сведения
Площадь озера — 3,8 км², площадь водосборного бассейна — 245 км². Располагается на высоте 67,4 метров над уровнем моря.
Форма озера лопастная, дугообразная, продолговатая: оно почти на шесть километров вытянуто с запада на восток. Берега изрезанные, каменисто-песчаные, преимущественно возвышенные.
Через озеро течёт река Гридина, впадающая в Белое море.
С запада в Ланозеро впадает безымянный водоток, несущий воды озёр Большого- и Малого Воронского.
В озере более двух десятков безымянных островов различной площади, однако их количество может варьироваться в зависимости от уровня воды.
Населённые пункты вблизи водоёма отсутствуют.
Код объекта в государственном водном реестре — 02020000711102000002811.